# Карбі (Вірменія)
Карбі (вірм. Կարբի) — село в марзі Арагацотн, на заході Вірменії. Село розташоване на ділянці Аштарак — Апаран траси Єреван — Спітак, за 5 км на північ від міста Аштарак, за 2 км на північ від села Мугні, за 1 км на південь від села Оганаван та за 2 км на південь від села Уши. Село згадується ще у XIII столітті. Село має церкву XI — XIII століття та базиліку 1693 р.